# 成田长泰
成田長泰（片假名：なりた ながやす），初名太郎五郎，號蘆伯。日本戰國時代到安土桃山时代的武将、武藏國忍城的城主。

## 经历
成田氏是藤原师辅之流，代代担任山内上杉家的被官。
成田長泰生于明應4年（1495年）頃，父亲是成田親泰，曾经侍奉時任關東管領的上杉憲政。
天文14年（1545年）4月，父親成田親泰去世，继承家督，他改变了以往的外交路线，趁着主家山内上杉氏因为与後北條氏抗争而衰落的背景下，同年5月改为臣从後北条氏。因为长泰叛变而感到不满的上杉宪政便开始攻击成田长泰，同时邀请古河公方足利晴氏出阵。北条氏见状，于是派遣北条纲成和北条幻庵作为援军出阵，击破了山内上杉氏与古河足利氏的联军。
永祿3年（1560年），時任关东管领的上杉谦信进军关东，成田長泰跟隨上杉謙信參與小田原城围城战役（1560年小田原城之战）。上杉谦信归国后，成田長泰再次歸属后北条氏。
永禄6年（1563年），上杉谦信再次攻打忍城击败成田長泰，因此再次从属了上杉谦信。爾後，成田長泰宣布隐居，并将家督之位让给嫡子成田氏長。但是在永祿8年（1565年），與嫡子氏長發生了矛盾，被趕出了忍城，因此被迫在龍淵寺隱居。永禄9年（1566年），长泰准备廢斥嫡子，打算让次子成田長忠（泰親）继承家督，因而與嫡子成田氏長发生争执，又遭到其弟成田泰季和宿老豐島美濃守的反对而作罷，最后仍宣布出家隐退。同年閏6月，成田氏长再次倒回后北條氏。
天正2年（1574年），成田長泰去世，享壽79岁。另有一說係成田長泰死于天正10年（1582年）。

## 軼聞
根據《相州兵乱记》、《异本小田原记》和民間說法，上杉谦信于鶴岡八幡宮进行关东管领的就任仪式時，成田長泰因为并没有下马，上杉谦信不仅令下级兵士将长泰从马上拽下来，强迫他在地上爬，并打落了他的乌帽子，因此与上杉谦信产生嫌隙，于是到了他返回营中的时候和各臣商议之后，决定连夜撤军返回到了忍城。成田氏作为武藏甚至关东地区的名家，这一结果直接引起了连锁反应，各类小豪族都纷纷觉得，既然这样的名家都有着这样的下场，那么自己还有没有效力的必要呢，甚至下场比他还要更惨，于是他们也接连撤军了。到最后，参与出征的共十万人联军，到最后只剩下了两万，而且本身的援军也只剩下了岩付太田氏、房总里见氏和各上野国众还在谦信身边。但长泰之所以没有下马，是因为成田氏作为叱咤藤原氏的名门，成田氏的祖先过去与源义家会面的时候也是互相骑着马打招呼的，因此成田长泰才依照惯例没有下马，结果长泰怎么也没想到遭到了这样的冷遇，且理论上上杉谦信也应该知道这样的习惯。
也有人认为，这是因为小田原城之战以后，他因为就邻近的羽生领的的归属问题与上杉谦信发生了冲突。长泰曾相应谦信的号召攻打北条方的羽生城，虽然成功攻落，但是谦信却同意将此城交给原城主广田氏，长泰如此做了无用功，因此再度产生了不满。但是在天正2年（1574年），北条氏政将此地交还给了成田氏长。
有关永禄6年（1563年）再次从属于上杉谦信的原因，有说上杉谦信前去救援武藏国松山城，但是却已经被后北条氏攻陷，北条、上杉两军对峙，但是后北条方执意不与上杉军发生正面冲突，谦信自讨没趣，于是改为收拾那些对于谦信而言那些很不听话的国人众，成田长泰便是其中之一。2月17日，谦信攻落了骑西城的小田朝興，此人为成田长泰之弟，尽管北条氏康派出了援军但是却未赶上支援。因此感到愧疚的北条氏康派遣使者向成田长泰和家老手岛高吉说明此事，但最后还是倒向了上杉谦信。也许长泰内心也感到有些不满，因此才决定隐居。